# 嘉門安雄
嘉門 安雄（かもん やすお、1913年12月1日 - 2007年1月5日）は、日本の西洋美術研究者、美術評論家。ブリヂストン美術館館長、東京都現代美術館長、全国美術館会議議長を務めた。

## 経歴
出生から修学期
1913年、石川県生まれ。1937年、東京帝国大学文学部美術史学科を卒業。西洋美術史を専攻し、児島喜久雄の助手を務めた。
西洋美術研究者として
1947年より東京国立博物館で勤務。表慶館で開催されたマチス展、ブラック展、ルオー展などを担当した。1959年に国立西洋美術館が開館したことに伴い、異動。事業課長としてコレクションの収集、各種の展覧会開催に関わった。1964年には、第32回ヴェネツィア・ビエンナーレ国際美術展のコミッショナーを務めた。一方で1956年からブリヂストン美術館の運営委員を務めており、1966年からはブリヂストン美術館に勤務。1976年から1995年まで館長を務めた。東京都現代美術館の設立準備のための諮問委員会委員となり、同館が設立されると1994年から2000年まで東京都現代美術館館長を務めた。退任後の2000年4月より同館名誉館長。
また、団体では全国美術館会議議長、第5代会長も務めた。
2007年、肺炎のため死去。叙正六位。

## 受賞
- 1989年：東京都文化賞受賞。

## 著作
著書
- 『ナチスの美術機構』アルス(ナチス叢書） 1941
- 『レムブラント』侑秀書房 1947
- 『西洋の名画』筑摩書房(中学生全集 1950
- 『世界美術物語』偕成社(図説文庫) 1955
- 『北欧の美神』角川新書 1959
- 『美術を見る眼』日本経済新聞社(日経新書) 1964
- 『ゴッホ 炎の人、太陽の画家』旺文社文庫 1967
- 『ヴィーナスの汗 外国美術展の舞台裏』文藝春秋 1968
- 『レンブラント』中央公論美術出版 1968
- 『安井曽太郎』日本経済新聞社 1979
- 『巨匠の横顔：モネからピカソ』日本経済新聞社 1981
- 『ゴッホの生涯』美術公論社 1982、のち学陽書房人物文庫
- 『北方の画家 大地の祈り』美術公論社 1982
- 『ゴッホとロートレック』朝日選書 1986

共編著
- 『マネ』石井柏亭共著、鶴亀屋 1942
- 『美術カード』(全12巻) 奥平英雄・松下隆章共編、美術出版社 1952-1953
- 『絵の歴史 西洋 1 太古-ルネサンス』美術出版社 1952
- 『レンブラント』講談社版アート・ブックス 1955
- 『レオナルド』講談社版アート・ブックス 1955
- 『リューベンス』講談社版アート・ブックス 1955
- 『絵画の見方』河出新書 1955
- 『北方ルネッサンス』(原色版美術ライブラリー 9)（みすず書房 1956
- 『北方バロック』(原色版美術ライブラリー 10)（みすず書房 1956
- 『西洋美術史要説』吉川弘文館 1958
- 『西洋美術史』美術出版社 1961
- 『オランダ・フランドル美術』(世界美術大系 19) 講談社 1962
- 『岸田劉生』(講談社版日本近代絵画全集 5) 講談社1962
- 『安井曽太郎』(講談社版日本近代絵画全集 6) 講談社 1962
- 『世界の美術』(全9巻) 河北倫明・町田甲一共編、講談社 1963-1965
- 『世界美術全集33 西洋9（近世第1）』角川書店 1963
- 『美術と音楽』(少年少女学習百科全集 7) 野呂信次郎共編、講談社 1963
- 『ロートレック/ムンク』(世界の名画 7) 学習研究社 1965
- 『ルーヴル美術館』（集英社、カラーコンパクト） 1965
- 『パリ国立近代美術館』（ベルナール・ドリヴァル共編著、講談社、世界の美術館24） 1966
- 『ダ・ヴィンチ / ラファエロ』(世界美術全集 1) 河出書房新社 1967
- 『ロンドン国立絵画館』(世界の美術館 17) 講談社 1969
- 『ペーター・パウル・ルーベンス』(ファブリ世界名画集 13) 平凡社 1969
- 『ロマンティスムの時代』(大系世界の美術 18,近代美術1) 学習研究社 1971
- 『モディリアーニ/ユトリロ』(現代世界美術全集 16) 集英社 1971
- 『青木繁/藤島武二』(現代日本美術全集 7) 河北倫明共編、集英社 1972
- 『北方ルネサンス』(大系世界の美術 15,ルネサンス美術 3)学習研究社 1973
- 『ムリリョ』(ファブリ世界名画集 81) 平凡社 1973
- 『レンブラント』(新潮美術文庫 9) 新潮社 1974
- 『レンブラント』(リッツォーリ版世界美術全集 10) 集英社 1974
- 『ゴッホ』(リッツォーリ版世界美術全集 19-20) 集英社 1974
- 『ピカソ』(リッツォーリ版世界美術全集 23) 集英社 1974
- 『ルーベンス』(世界美術全集 12)（集英社） 1975
- 『ヴァン・ゴッホ』(ファブリ研秀世界美術全集 14) 研秀出版 1975
- 『レンブラントの素描』岩崎美術社(双書版画と素描) 1975
- 『ラファエルロ』(世界美術全集 7) 座右宝刊行会編、集英社 1976
- 『巨匠の名画』(全9巻) 学習研究社 1976-1977
- 『モロー / ルドン / ムンク / アンソール / キルヒナー』(ファブリ研秀世界美術全集 16) 研秀出版 1976
- 『ミケランジェロ ヴァティカン宮殿壁画』講談社 1981

翻訳
- 『チチエローネ 古代篇』(ブルクハルト著作集 1) ブルクハルト著、筑摩書房 1948
- 『ポール・ゴーガン』ロバート・ゴールドウォーター（英語版）著、美術出版社 1961
- 『ファン・ゴッホ』R・J・M・フィルポット著、島田紀夫共訳, 西村書店 1989